# كينيتشي يجو
كينيتشي يجو (باليابانية: 江後 賢一) (7 يونيو 1979 في هيوغو في اليابان – )؛ هو لاعب كرة قدم ياباني سابق كان يلعب كلاعب وسط.

## وصلات خارجية
- كينيتشي يجو على موقع رابطة كرة القدم اليابانية للمحترفين (اليابانية)
- كينيتشي يجو على موقع Soccerway.com (الإنجليزية)